# ステージ・ドア
『ステージ・ドア』（原題・英語: Stage Door）は、1937年に製作・公開されたアメリカ合衆国の映画である。1936年にマーガレット・サラヴァンの主演によりニューヨークで初演されたエドナ・ファーバーとジョージ・S・カウフマンの戯曲の映画化であり、グレゴリー・ラ・カーヴァが監督、キャサリン・ヘプバーンとジンジャー・ロジャース、アドルフ・マンジューが主演した。

## キャスト
- テリー・ランドール：キャサリン・ヘプバーン
- ジーン・メイトランド：ジンジャー・ロジャース
- アンソニー・パウエル：アドルフ・マンジュー
- リンダ・ショー：ゲイル・パトリック
- ミス・ルーサー：コンスタンス・コリアー
- ケイ・ハミルトン：アンドレア・リーズ
- ヘンリー・シムズ：サミュエル・S・ハインズ
- ジュディス：ルシル・ボール
- イヴ：イヴ・アーデン
- アニー：アン・ミラー

## スタッフ
- 監督：グレゴリー・ラ・カーヴァ
- 製作：パンドロ・S・バーマン
- 脚色：モリー・リスキンド、アンソニー・ヴェイラー
- 音楽：ロイ・ウェッブ
- 撮影：ロバート・デ・グラス
- 編集：ウィリアム・ハミルトン
- 美術：ヴァン・ネスト・ポルグレイズ
- 衣裳：ミュリエル・キング

## 映画賞受賞・ノミネーション
- 受賞
  - ニューヨーク映画批評家協会賞 監督賞：グレゴリー・ラ・カーヴァ
- ノミネーション
  - アカデミー作品賞
  - アカデミー監督賞：グレゴリー・ラ・カーヴァ
  - アカデミー助演女優賞：アンドレア・リーズ
  - アカデミー脚色賞：モリー・リスキンド、アンソニー・ヴェイラー